# The X Factor (format telewizyjny)

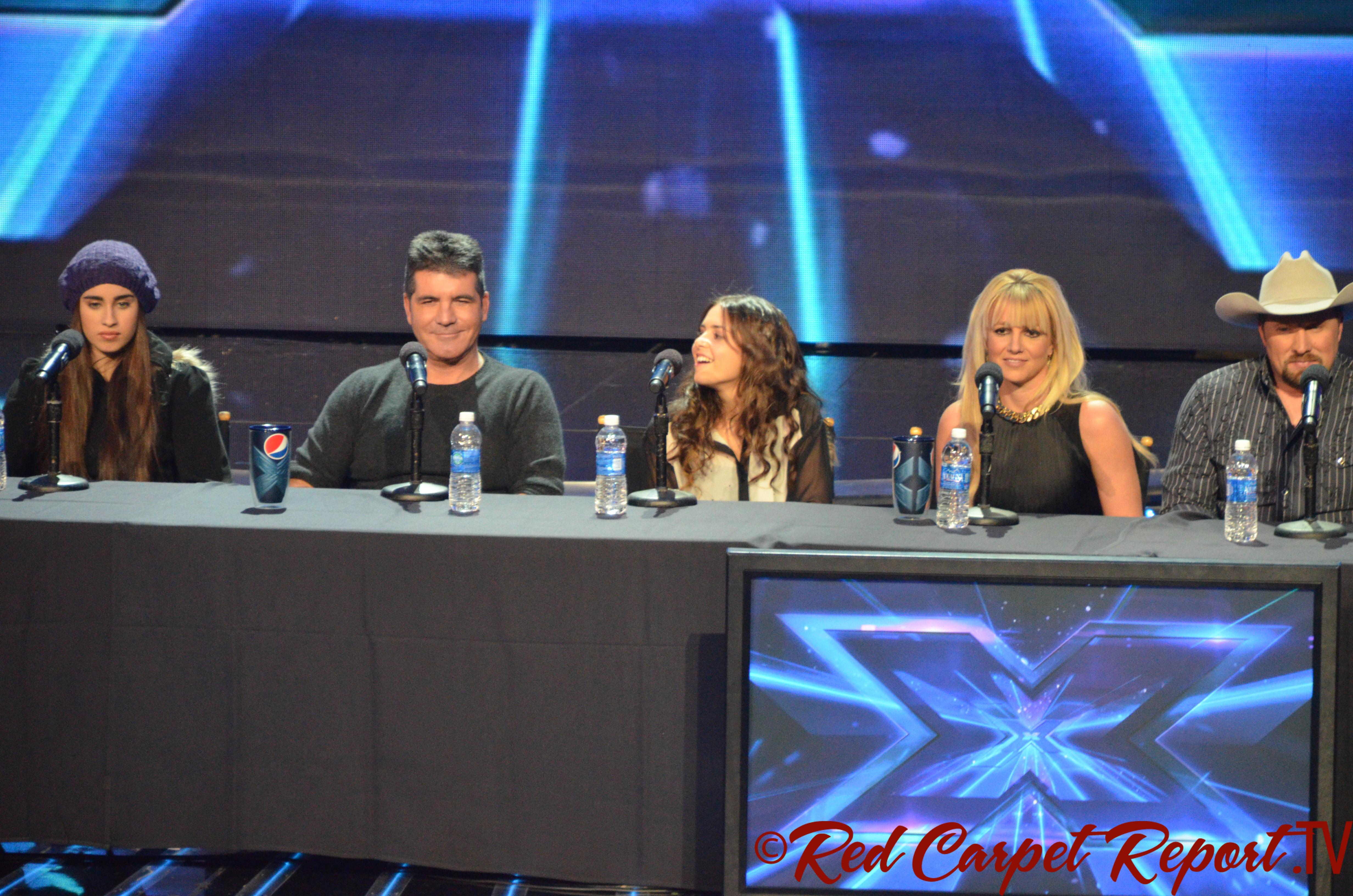

The X Factor – międzynarodowy format telewizyjny typu talent show, na brytyjskiej licencji. Format zadebiutował we wrześniu 2004 na kanale ITV, również pod nazwą The X Factor.
Program powstał w odpowiedzi na format Pop Idol. Zasady są podobne, z tą różnicą, że w The X Factor nie ma górnej granicy wieku uczestników oraz mogą się do niego zgłaszać nie tylko soliści, ale grupy wokalne. Jurorzy nie tylko oceniają uczestników, ale pełnią też wobec nich funkcję mentorów. Obecnie konkursy odbywają się w różnych krajach.
Nagrodą za zwycięstwo w programie jest zazwyczaj kontrakt płytowy.

## Geneza
Simon Cowell zasiadał w jury programów typu talent show, takich jak Pop Idol, American Idol (kolejno: brytyjski i amerykański odpowiednik polskiego Idola) oraz stworzonych przez niego America’s Got Talent i Britain’s Got Talent (których adaptacją w Polsce jest Mam talent!). W 2004 w Wielkiej Brytanii rozpoczął się kolejny jego program (w którym także był jurorem), The X Factor. Show wypromował gwiazdy muzyki, takie jak Leona Lewis, Alexandra Burke czy Matt Cardle. Wkrótce po rozpoczęciu programu zaczęły pojawiać się jego adaptacje na całym świecie, których liczba obecnie przekracza 30. Wersja australijska pojawiła się w 2005, a amerykańska – w 2011. Informacja o powstaniu polskiego X Factor została wydana w listopadzie 2010.

## Format
Startujący są zazwyczaj podzieleni na cztery grupy (lub czasem trzy):
- grupy wokalne (włączając duety),
- chłopcy w wieku od 16 do 24 lat,
- dziewczyny w wieku od 16 do 24 lat,
- piosenkarze w wieku powyżej 25 lat.

Istnieją cztery poziomy konkursu „The X Factor”:
- castingi (pierwszy z producentami, drugi z jury),
- boot camp (dalsza selekcja),
- wizyty w domach jurorów (wybór finalistów),
- finałowy live show.

### Zmiany w formacie
- odbyły się trzy regionalne edycje The X Factor, których uczestnicy pochodzili z:
  - Półwysep Arabski: Bahrajn, Egipt, Irak, Jordania, Kuwejt, Liban, Oman, Arabia Saudyjska, Somalia, Syria, Tunezja,
  - Wielka Brytania i Irlandia,
- w Wielkiej Brytanii i Kolumbii zorganizowano edycję z udziałem celebrytów.

## Lokalne wersje programuThe X Factor
| Państwo                                                | Tytuł                                | Stacja TV | Edycje | Jury | Prowadzący |
| ------------------------------------------------------ | ------------------------------------ | --- | --- | --- | --- |
| Albania · Kosowo                                       | X Factor                             | TV Klan | Edycja 1, 2012: Sheila Haxhiraj Edycja 2, 2012–2013: Arilena Ara Edycja 3, 2013–2014: Ergi Dini Edycja 4, 2014–2015: Edea Demaliaj | Vesa Luma (1) Juliana Pasha (1) Altuna Sejdiu (2-3) Soni Malaj (2-3) Pandi Laco (1-4) Alban Skënderaj (1-4) Miriam Cani (4) Nora Istrefi (4) | Alketa Vajsiu |
| Armenia                                                | ԻՔՍ–ՖԱԿՏՈՐ (Iks Faktor)              | Shant TV | Edycja 1, 2010–2011: Vrezh Kirakosyan Edycja 2, 2012–2013: Kim Grigoryan Edycja 3, 2014: Vahé Margaryan Edycja 4, 2016–2017: Edgar Ghandilyan | Naira Gyurjinyan (1-2) Gisané Palyan (1-2) Egor Glumov (1, 3) Emmy (3) Garik Baboyan (1-4) André (2-4) Erik Karapetyan (4) Shushanik Arevshatyan (4) | Aram Mp3 (1-2) Avet Barseghyan (3) Grisha Aghakhanyan (3-4) |
| Australia                                              | The X Factor                         | Network Ten | Edycja 1, 2005: Random | Kate Ceberano (1) Mark Holden (1) John Reid (1) | Daniel MacPherson (1) Chloe Maxwell (The Xtra Factor) (1) |
| Australia                                              | The X Factor                         | Seven Network | Edycja 2, 2010: Altiyan Childs Edycja 3, 2011: Reece Mastin Edycja 4, 2012: Samantha Jade Edycja 5, 2013: Dami Im Edycja 6, 2014: Marlisa Punzalan Edycja 7, 2015: Cyrus Villanueva Edycja 8, 2016: Isaiah Firebrace | Natalie Imbruglia (2) Kyle Sandilands (2) Ronan Keating (2-6) Natalie Bassingthwaighte (3-6) Redfoo (5-6) Dannii Minogue (5-7) Chris Isaak (7) James Blunt (7) Guy Sebastian (2-4,7-8) Melanie Brown (3-4,8) Adam Lambert (8) Iggy Azalea (8)                                                                                               | Natalie Garonzi (The Xtra Factor) (2) Luke Jacobz (2-7) Jason Dundas (8) |
| Belgia                                                 | X Factor                             | VTM | Edycja 1, 2005: Udo Mechels Edycja 2, 2008: Dirk De Smet | Kris Wauters (1-2) Jean Blaute (1) Liliane Saint-Pierre (1) Do (2) Maurice Engelen (2) | Koen Wauters (1) Hadise Açıkgöz (2) |
| Bułgaria                                               | X Factor                             | NovaTv | Edycja 1, 2011: Raffi Po’gho’sjan Edycja 2, 2013: Żana Bergendorf Edycja 3, 2014–2015: Sławin Sławczew Edycja 4, 2015–2016: Christijana Łoizu Edycja 5, 2017: 4 Magic | Wasko Wasilew (1) Poli Genowa (1) Maga (1) Marija Iliewa (1–3) Ljubo Kirow (2–3) Zaki (2–3, 5) Sanja Armutliewa (2–5) Krisko (4–5) Makyrticz Halwaczejan (4) Lucy Djakowska (4) | Deo (1) Marija Ignatowa (2–5) Aleksandra Raewa (2–5) |
| Chile                                                  | Factor X                             | TVN Oficjalna strona. tvn.cl. [zarchiwizowane z tego adresu (2011-03-02)].                                         | Edycja 1, 2011: Sergio Járlaz Edycja 2, 2012: Juan Gabriel Valenzuela | Zeta Bosio (1) Tito Beltrán Karen Doggenweiler Mon Laferte (2) José Luis Rodríguez (2) | Julián Elfenbein |
| Chiny                                                  | 激情唱响 (Jī qíng chàng xiǎng)       | Liaoning TV Oficjalna strona. xfactor.com.cn. [zarchiwizowane z tego adresu (2011-05-04)].                         | Edycja 1, 2011: Li Shangshang Edycja 2, 2012: Chen Yumeng | Angie Chai Chih-ping Aduo Chen Yufan Chen Ming | Da Zuo Shao Wenjie |
| Chiny                                                  | 中国最强音 (Zhōngguó zuì qiáng yīn)  | Hunan TV | Edycja 1, 2013: Zeng Yiming | Eason Chan Yik-shun Lo Ta-yu Zheng Jun Zhang Ziyi | Zhu Dan He Jiong |
| Czechy                                                 | X Factor                             | TV Nova Oficjalna strona                                                                                           | Edycja 1, 2008: Jiří Zonyga | Gábina Osvaldová Ondřej Soukup Petr Janda | Leoš Mareš |
| Słowacja · Czechy                                      | X Factor Slovensko                   | TV JOJ | Edycja 1, 2014: Peter Bažík | Celeste Buckingham Ondřej Brzobohatý Sisa Sklovská Oto Klempíř | Martin Rausch |
| Dania                                                  | X Factor                             | Obecnie TV 2 (12-) Dawniej Danmarks Radio (1-11)                                                                   | Edycja 1, 2008: Martin Hoberg Hedegaard Edycja 2, 2009: Linda Andrews Edycja 3, 2010: Thomas Ring Petersen Edycja 4, 2011: Sarah Skaalum Jørgensen Edycja 5, 2012: Ida Østergaard Madsen Edycja 6, 2013: Chresten Falck Damborg Edycja 7, 2014: Anthony Jasmin Edycja 8, 2015: Emilie Esther Edycja 9, 2016: Embrace Edycja 10, 2017: Morten Nørgaard Edycja 11, 2018: Place on Earth Edycja 12, 2019: Kristian Kjærlund Edycja 13, 2020: Alma Agger | Obecnie Remee (1-3, 7-) Lina Rafn (1-2, 7-) Thomas Blachman (1-2, 4-) Dawniej Carsten Schack (3) Pernille Rosendahl (3-5) Cutfather (4-5) Ida Corr (6) Anne Linnet (6) | Eva Harlou (7-) Lise Rønne (2008–2009, 2011–2012) Signe Muusmann (2010) Signe Molde (2013) |
| Filipiny                                               | The X Factor Philippines             | ABS-CBN | Edycja 1, 2012: KZ Tandingan | Charice Martin Nievera Gary Valenciano Pilita Corrales | KC Concepcion |
| Finlandia                                              | X Factor                             | MTV3 Oficjalna strona                                                                                              | Edycja 1, 2010: Elias Hämäläinen Edycja 2, 2018: Tika Liljegren | Linda Brava (1) Renne Korppila (1) Gugi Kokljuschkin (1) Saara Aalto (2) Michael Monroe (2) Mikael Gabriel (2) Suvi Teräsniska (2) | X Factor Heikki Paasonen (1) Ile Uusivuori (2) Viivi Pumpanen (2) Xtra Factor Jukka Rossi (1) |
| Francja · Francuska Wspólnota Belgii                   | X Factor                             | Francja W9 (2009) M6 (2011) Belgia RTL TVI (2009–2011)                                                             | Edycja 1, 2009: Sébastien Agius Edycja 2, 2011: Matthew Raymond-Barker | Henry Padovani (2011) Olivier Schultheis (2011) Véronic DiCaire (2011) Christophe Willem (2011) Marc Cerrone (2009) Julie Zenatti (2009) Alain Lanty (2009) | X Factor Sandrine Corman (2011) Xtra Factor Jérome Anthony (2011) X Factor Alexandre Devoise (2009) |
| Grecja · Cypr                                          | The X Factor                         | ANT1 ANT1 Cyprus Oficjalna strona                                                                                  | Edycja 1, 2008–2009: Lukas Jorkas Edycja 2, 2009–2010: Stavros Michalakakos Edycja 3, 2010–2011: Haris Antoniou | George Levendis Giorgos Theofanous Katerina Gagaki Nikos Mouratidis | Sakis Ruwas (live) Giorgos Lianos (przesłuchania) Maria Sinatsaki (przesłuchania, 2010–) Despina Kampouri (przesłuchania, 2008–2010)                                                                                                |
| Hiszpania                                              | Factor X                             | Cuatro Oficjalna strona                                                                                            | Edycja 1, 2007: María Villalón Edycja 2, 2008: Vocal Tempo | Miqui Puig Eva Perales Jorge Flo | Núria Roca |
| Holandia                                               | X Factor                             | RTL 4 Oficjalna strona. xfactor.nl. [zarchiwizowane z tego adresu (2005-08-26)].                                   | Edycja 1, 2007: Sharon Kips Edycja 2, 2009: Lisa Hordijk Edycja 3, 2010: Jake Reese Edycja 4, 2011: Rochelle Perts Edycja 5, 2013: Haris Alagic | Angela Groothuizen (2-) Gordon Heuckeroth (2-) Ali Bouali (5-) Candy Dulfer (5-) Eric van Tijn (2-4) Stacey Rookhuizen (2-4) Henkjan Smits (1) Marianne van Wijnkoop (1) Henk Temming (1) | Martijn Krabbe (2-) Ferry Doedens (Backstage, 5–) Wendy van Dijk (1-4) Lieke van Lexmond (Backstage, 4) Nathalie Bulters (Backstage, 3) Eva Treurniet (Backstage, 3)                                                                |
| Indie                                                  | X Factor                             | Sony Entertainment Television Oficjalna strona. xfactor.setindia.com. [zarchiwizowane z tego adresu (2011-11-05)]. | Edycja 1, 2011: Geet Sagar | Shreya Ghoshal Sonu Nigam Sanjay Leela Bhansali | Aditya Narayan |
| Indonezja                                              | X Factor Indonesia                   | SCTV Oficjalna strona. xfactorindonesia.com. [zarchiwizowane z tego adresu (2012-08-28)].                          | Edycja 1, 2012–2013: Fatin Shidqia Edycja 2, 2014: Jebe & Petty | Anggun Ahmad Dhani Bebi Romeo Rossa | Robby Purba |
| Islandia                                               | X Factor                             | Stöo 2 Oficjalna strona. xfactor.is. [zarchiwizowane z tego adresu (2009-04-23)].                                  | Edycja 1, 2006: Jógvan Hansen | Einar Bároarson Elínborg Halldórsdóttir Páll Óskar Hjálmtýsson | Halla Vilhjálmsdóttir |
| Izrael                                                 | אקס פקטור ישראל (Iks Faktor Iszrael) | Channel 2 – Reshet                                                                                                 | Edycja 1, 2013–2014: Edycja trwa | Rami Fortis Mosze Perec Iwri Lider Sziri Majmon | Bar Refaeli |
| Japonia · Okinawa                                      | X Factor Okinawa Japan               | Okinawa TV | Edycja 1, 2013–2014: Sky’s the Limit | Kaz Utsunomiya Rino Nakasone Kiyoshi Matsuo | Jon Kabira Naomi Watanabe |
| Kazachstan                                             | X Factor                             | Perviy Kanal Evraziya Oficjalna strona. xfactor.kz. [zarchiwizowane z tego adresu (2011-06-15)].                   | Edycja 1, 2011: Daria Gabdull Edycja 2, 2012: Andrey Tikhonov Edycja 3, 2013: Evgeniya Barysheva Edycja 4, 2013: Kairat Kapanov | Nagima Eskalieva Alexander Shevchenko Dilnaz Akhmadieva (4) Ismail Igіlmanov (1–2) Arnur Istybaev (2) Adil Liyan (1) Erlan Kokeev (3) Sultana Karazhigitova (1-2) | Arnur Istybaev (2–) Adil Liyan (1) |
| Kolumbia                                               | El Factor X                          | RCN TV Oficjalna strona. canalrcn.com. [zarchiwizowane z tego adresu (2009-08-13)].                                | Edycja 1, 2005: Julio César Meza Edycja 2, 2006: Francisco Villarreal Edycja 3, 2009: Siam trwa | Marbelle Juan Carlos Coronel José Gaviria Wilfrido Vargas (El Factor Xs 2) | Andrea Serna |
| Kolumbia                                               | El Factor X: Batalla de Estrella     | RCN TV Oficjalna strona. canalrcn.com. [zarchiwizowane z tego adresu (2009-08-13)].                                | Edycja 1, 2006: Luz Amparo Alvarez | Marbelle Juan Carlos Coronel José Gaviria Wilfrido Vargas (El Factor Xs 2) | Andrea Serna |
| Kolumbia                                               | El Factor Xs                         | RCN TV Oficjalna strona. canalrcn.com. [zarchiwizowane z tego adresu (2009-08-13)].                                | Edycja 1, 2006: Andres Camilo Hurtado Edycja 2, 2007: Camilo Echeverry Correa Edycja 3, 2011: Shaira Selena Peláez | Obecnie Marabelle José Gaviria Juan Carlos Coronel (2006,2011–) Dawniej Wilfrido Vargas (2007) | Andrea Serna |
| Kraje arabskie                                         | سير النجاح X (XSeer Al Najah)        | Rotana TV | Edycja 1, 2006: Rajaa Kasabni Edycja 2, 2007: Muhammad El Majzoub | Nelly (2006) Anoushka (2007) | Joelle Rahme |
| Niemcy                                                 | X Factor                             | VOX Oficjalna strona                                                                                               | Edycja 1, 2010: Edita Abdieski Edycja 2, 2011: David Pfeffer Edycja 3, 2012: Mrs. Greenbird | Sarah Connor (2010–2012) Sandra Nasić (2012) H.P. Baxxter (2012) Moses Pelham (2012) George Glueck (2010) Das Bo (2011) Till Brönner (2010–2011) | Jochen Schropp Janin Reinhardt |
| Litwa                                                  | X Faktorius                          | TV3 | Edycja 1, 2012–2013: Giedrė Vokietytė | Saulius Prūsaitis Saulius Urbonavičius-Samas Vytautas Šapranauskas Rūta Ščiogoliovaitė | Marijonas Mikutavičius |
| Malta                                                  | X Factor Malta                       | Television Malta                                                                                                   | Edycja 1, 2018–2019 Edycja 2, 2019–2020 | Howard Keith Debono Ray Mercieca Alexandra Alden Ira Losco | Ben Camille |
| Norwegia                                               | X Factor                             | TV 2 Oficjalna strona                                                                                              | Edycja 1, 2009: Chand Torsvik Edycja 2, 2010: Hans Bollandsås | Jan Fredrik Karlsen (1-2) Mira Craig (1) Peter Peters (1) Elisabeth Andreassen (2) Marion Ravn (2) Klaus Sonstad (2) | Charlotte Thorstvedt (1) Ravi (2) Guri Solberg (2) Xtra Factor: Peter Moi Brubresko Katarina Flatland |
| Nowa Zelandia                                          | The X Factor                         | TV3 | Edycja 1, 2013: Jackie Thomas Edycja 2, 2015: Beau Monga | Daniel Bedingfield (1) Ruby Frost (1) Melanie Blatt (1–2) Stan Walker (1–2) Natalie Bassingthwaighte (2) Charles Kelley (2) | Dominic Bowden |
| Polska                                                 | X Factor                             | TVN Oficjalna strona                                                                                               | Edycja 1, 2011: Gienek Loska Edycja 2, 2012: Dawid Podsiadło Edycja 3, 2013: Klaudia Gawor Edycja 4, 2014: Artem Furman | Maja Sablewska (1) Kuba Wojewódzki (1-4) Czesław Mozil (1-4) Tatiana Okupnik (2-4) Ewa Farna (4) | Jarosław Kuźniar (1-2) Patricia Kazadi (3-4) |
| Portugalia                                             | Factor X                             | SIC | Edycja 1, 2013–2014: Berg Edycja 2, 2014: Kika Kardoso | Sónia Tavares (1-) Paulo Junqueiro (1-) Paulo Ventura (1-) Miguel Guedes (2-) | Bárbara Guimarães João Manzarra Carolina Torres (Factor Extra) Tiago Silva (Factor F) |
| Rosja                                                  | Секрет Успеха (Siekriet Uspiecha)    | RTR | Edycja 1, 2005: Władimir Sapkowskij Edycja 2, 2007: Nikołaj Tymochin | Waleri Meladze (1–2) Katerina Von Gechmen-Valdek (1) Aleksandr Rewzin (1) Waleri Garkalin (2) Tigran Keosajan (2) | Aleksiej Czumakow (1–2) Jelena Worobiej (1) Tutti Larsen (2) |
| Rosja                                                  | Фактор А (Faktor A)                  | Russia 1 Oficjalna strona                                                                                          | Edycja 3, 2011: Siergiej Sawin Edycja 4, 2012: Alexey Sulima Edycja 5, 2013: Mali | Łolita Milawskaja (3–5) Roman Emelianow (3–5) Ałła Pugaczowa (3–5) Igor Nikołajew (4–5) Boris Krasnow (3) | Filipp Kirkorow (3–5) Aleksiej Czumakow (4) Wołodymyr Zełenski (3) |
| Rosja                                                  | Главная сцена (Gławnaja scena)       | Russia 1 Oficjalna strona                                                                                          | Edycja6, 2015: Sardor Milano Edycja 7, 2015–16: Arsienij Borodin | Walter Afanasieff (6) Żanna Rożdiestwienskaja (6) Juri Antonow (6) Siergiej Czigrakow (6) Walerij Leontjew (7) Diana Arbienina (7) Jelena Wajenga (7) Władimir Priesniakow (7) Nikołaj Noskow (7) | Grigorij Leps (6) Garik Martirosjan (6) Nargiz Zakirowa (7) Erniest Mackevičius (7) |
| Rumunia                                                | X Factor                             | Antena 1 Oficjalna strona. xfactor.a1.ro. [zarchiwizowane z tego adresu (2011-12-31)].                             | Edycja 1, 2011–2012: Andrei Leonte Edycja 2, 2012: Tudor Turcu Edycja 3, 2013: Florin Ristei | Delia Matache (2012–) Cheloo (2012–) Dan Bittman (2012–) Paula Seling (2011) Mihai Morar (2011) Adrian Sina (2011) | Răzvan Simion Dani Oțil |
| Czarnogóra · Serbia · Bośnia i Hercegowina · Macedonia | X Faktor Adria                       | Prva | Edycja 1, 2013: Daniel Kajmakoski Edycja 2, 2015: Amel Ćurić | Emina Jahović Kristina Kovač Kiki Lesendrić Željko Joksimović | Bane Jevtić |
| Słowenia                                               | X Faktor                             | POP TV | Edycja 1, 2012: Demetra Malalan | Damjan Damjanovič Jadranka Juras Aleš Uranjek | Peter Poles Vid Valič |
| Szwecja                                                | X Factor                             | TV4 | Edycja 1, 2012: Awa Santesson-Sey | Andreas Carlsson Marie Serneholt Orup Ison Glasgow | David Hellenius |
| Stany Zjednoczone                                      | The X Factor                         | Fox (USA) CTV (Kanada) ITV2 (Wielka Brytania) Fox Life (Polska)                                                    | Edycja 1, 2011: Melanie Amaro Edycja 2, 2012: Tate Stevens Edycja 3, 2013: Alex i Sierra | Simon Cowell (1–3) L.A Reid (1–2) Cheryl Cole (1) Nicole Scherzinger (1) Paula Abdul (1) Britney Spears (2) Demi Lovato (2–3) Kelly Rowland (3) Paulina Rubio (3) | Steve Jones (1) Khloé Kardashian (2) Mario Lopez (2–3) |
| Turcja                                                 | X Factor                             | Kanal D | Edycja 1, 2013–2014: Halil Polat | Gülşen Mustafa Ceceli Armağan Çağlayan | Gamze Özçelik |
| Ukraina                                                | X Factor                             | STB Oficjalna strona                                                                                               | Edycja 1, 2010–2011: Ołeksij Kuzniecow Edycja 2, 2011: Wiktor Romanczenko Edycja 3, 2012: Aida Nikołajczuk Edycja 4, 2013: Ołeksandr Poriadynśkyj Edycja 5, 2014: Dmytro Babak Edycja 6, 2015: Kostiantyn Boczarow Edycja 7, 2016: Sewak Chanaghjan Edycja 8, 2017: Mychajło Panczyszyn Edycja 9, 2018: ZBSband Edycja 10, 2019: Elina Iwaszczenko                                                                                                   | Obecnie: Ihor Kondratiuk (1–6, 10) Andrij Danyłko (7–10) Nastia Kamienskich (8–10) Ola Polakowa (10) Dawniej: Serhij Sosiedow (1–6) Serioha (1–4) Iryna Dubcowa (3–4) Jołka (1–2) Iwan Dorn (5) Andrij Chływniuk (6) Nino Katamadze (5–6) Konstantin Meladze (7) Anton Sawłepow (7) Julija Sanina (7) Ołeh Winnik (8–9) Dmitro Szurow (8–9) | Darja Trehubowa (10) Oksana Marczenko (1–7) Andrij Biedniakow(7–9) |
| Węgry                                                  | X-Faktor                             | RTL Klub Oficjalna strona                                                                                          | Edycja 1, 2010: Csaba Vastag Edycja 2, 2011: Tibor Kocsis Edycja 3, 2012: Gergő Oláh Edycja 4, 2013: Dóra Danics | Péter Geszti Róbert Szikora (2013–) Gabi Tóth (2013–) Róbert Alföldi (2013–) Miklós Malek (2010–2012) Ildikó Keresztes (2010–2012) Feró Nagy (2010–2012) | Lilu (2013–) Bence Istenes (2013–) Nóra Ördög (2010–2012) Sebestyén Balázs (2010) |
| Wietnam                                                | Nhân tố bí ẩn                        | VTV 3 | Edycja 1, 2014: Giang Hồng Ngọc Edycja 2, 2016: Trần Minh Như | Hồ Quỳnh Hương | – |
| Wielka Brytania                                        | The X Factor                         | ITV1 Oficjalna strona                                                                                              | Edycja 1, 2004: Steve Brookstein Edycja 2, 2005: Shayne Ward Edycja 3, 2006: Leona Lewis Edycja 4, 2007: Leon Jackson Edycja 5, 2008: Alexandra Burke Edycja 6, 2009: Joe McElderry Edycja 7, 2010: Matt Cardle Edycja 8, 2011: Little Mix Edycja 9, 2012: James Arthur Edycja 10, 2013: Sam Bailey Edycja 11, 2014: Ben Haenow Edycja 12, 2015: Louisa Johnson Edycja 13, 2016: Matt Terry Edycja 14, 2017: Rak-Su Edycja 15, 2018: Dalton Harris   | Louis Walsh (1-) Simon Cowell (1-7, 11-) Cheryl Cole (5-7, 11-12) Mel B (11) Sharon Osbourne (1-4, 10,13-14) Dannii Minogue (4-7) Kelly Rowland (8) Tulisa (8-9) Gary Barlow (8-10) Nicole Scherzinger (9-10) Rita Ora (12) Nicholas Grimshaw (12) Robbie Williams (15) Ayda Field (15) Louis Tomlinson (15)                                | Dermot O’Leary (2007–) Kate Thornton (2004–2006) The Xtra Factor: Caroline Flack (2011-) Matt Richardson (2013-) Ben Shephard (2004–2006) Fearne Cotton (2007) Holly Willoughby (2008–2009) Konnie Huq (2010) Olly Murs (2011–2012) |
| Wielka Brytania                                        | The X Factor: Battle of the Stars    | ITV1 Oficjalna strona                                                                                              | Edycja 1, 2006: Lucy Benjamin | Louis Walsh (1-) Simon Cowell (1-7, 11-) Cheryl Cole (5-7, 11-12) Mel B (11) Sharon Osbourne (1-4, 10,13-14) Dannii Minogue (4-7) Kelly Rowland (8) Tulisa (8-9) Gary Barlow (8-10) Nicole Scherzinger (9-10) Rita Ora (12) Nicholas Grimshaw (12) Robbie Williams (15) Ayda Field (15) Louis Tomlinson (15)                                | Dermot O’Leary (2007–) Kate Thornton (2004–2006) The Xtra Factor: Caroline Flack (2011-) Matt Richardson (2013-) Ben Shephard (2004–2006) Fearne Cotton (2007) Holly Willoughby (2008–2009) Konnie Huq (2010) Olly Murs (2011–2012) |
| Włochy                                                 | X Factor                             | Rai Due Oficjalna strona. xfactor.rai.it. [zarchiwizowane z tego adresu (2011-12-19)].                             | Edycja 1, 2008: Aram Quartet Edycja 2, 2008–2009: Matteo Becucci Edycja 3, 2009: Marco Mengoni Edycja 4, 2010: Nathalie Giannitrapani Edycja 5, 2011: Francesca Michielin Edycja 6, 2012: Chiara Galiazzo Edycja 7, 2013: Michele Bravi Edycja 8, 2014: Lorenzo Fragola Edycja 9, 2015: Giosada Edycja 10, 2016: Soul System | Morgan (2008–2009, 2011-) Simona Ventura (2008–2009, 2011-) Elio (2010-) Mika (2013-) Mara Maionchi (2008–2010) Claudia Mori (2009) Anna Tatangelo (2010) Enrico Ruggeri (2010) | Alessandro Cattelan (2011-) Francesco Facchinetti (2008–2010) |